# Alloformica
Alloformica (лат.) — род муравьёв из подсемейства формицины, обитающих в полупустынях и степях.

## Распространение
Палеарктика: низкогорные степи Средней Азии.

## Описание
Мономорфные муравьи бурого цвета. Длина 4-7 мм. Скапус усиков, в отличие от сходного рода Proformica, несёт многочисленные отстоящие волоски. Некрофаги. Семьи немногочисленные, у вида Alloformica aberrans включают 100—300 муравьёв.

## Классификация
Первоначально был описан в качестве подрода в составе рода Proformica. Род Alloformica относится к трибе Formicini вместе с близкими к нему родами Cataglyphis, Bajcaridris, Formica, Polyergus, Proformica, Protoformica и Rossomyrmex.

## Виды
- Alloformica aberrans (Mayr, 1877) (=Formica aberrans) typus — Туркменистан, Узбекистан
- Alloformica flavicornis (Kuznetsov-Ugamsky, 1926) (=Cataglyphis cursor subsp. flavicornis) — Узбекистан
- Alloformica nitidior (Forel, 1904) (=Formica (Proformica) aberrans var. nitidior) — Таджикистан
- Alloformica obscurior Dlussky, 1990 — Туркменистан